# Nashville Superspeedway

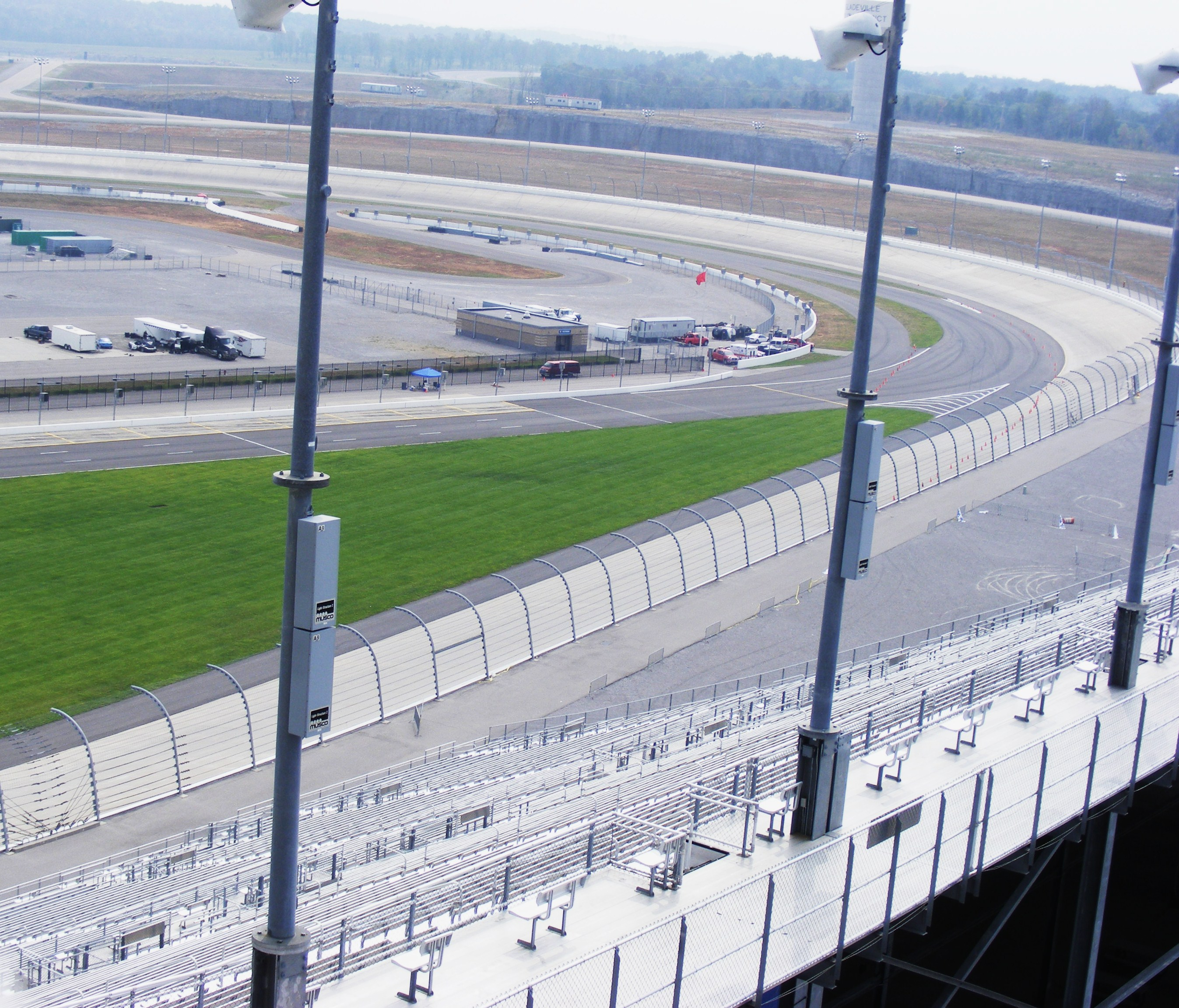
Nashville Superspeedway.

De Nashville Superspeedway is een racecircuit gelegen in Wilson County, Tennessee, ongeveer 50 km ten oosten van Nashville in de Amerikaanse staat Tennessee. Het is een ovaal circuit dat in 2001 in gebruik werd genomen. Het circuit heeft een lengte van 1,33 mijl (2,45 km). Vanaf de opening van het circuit in 2001 stond het op de Indy Racing League en NASCAR Nationwide Series kalenders. Vanaf 2009 staat het circuit niet meer op de IndyCar kalender. De Nieuw-Zeelandse coureur Scott Dixon won tussen 2006 en 2008 drie opeenvolgende jaren de IndyCar race op dit circuit.
Op 3 augustus 2011 werd bekend dat de Nashville Superspeedway in 2012 zijn deuren zal sluiten vanwege het gebrek aan grote evenementen zoals de NASCAR Sprint Cup en de IndyCar Series.

## Winnaars op het circuit
Winnaars op het circuit voor een race uit de Indy Racing League-kalender.
| Jaar | Rijder           |
| ---- | ---------------- |
| 2001 | Buddy Lazier     |
| 2002 | Alex Barron      |
| 2003 | Gil de Ferran    |
| 2004 | Tony Kanaan      |
| 2005 | Dario Franchitti |
| 2006 | Scott Dixon      |
| 2007 | Scott Dixon      |
| 2008 | Scott Dixon      |